# 三波村
三波村（さんなみむら）は、石川県鳳至郡に存在した村である。

## 地理

### 隣接していた市町村
- 町
  - 宇出津町・鵜川町
- 村
  - 神野村

## 歴史

### 沿革
- 1889年（明治22年）4月1日 町村制の施行により、鳳至郡藤波村、波並村及び矢波村を廃し、その区域をもって鳳至郡三波村を設置する。
- 1955年（昭和30年）3月25日 鳳至郡宇出津町、三波村、神野村及び珠洲郡小木町を廃し、鳳至郡宇出津町、三波村、神野村字藤ノ瀬、字宇加塚、字曽又及び字鶴町及び珠洲郡小木町の区域をもって能都町を設置する。能都町が属すべき郡の区域は鳳至郡とする。三波村の3大字は能都町に継承。（合併の際に字矢波猪平の区域を字猪平に設定する。）

## 行政

### 村長
| 代 | 人 | 氏名       | 就任                       | 退任                       | 備考  |
| -- | -- | ---------- | -------------------------- | -------------------------- | ----- |
| 1  | 1  | 二谷甚平   | 1889年（明治22年）5月27日  | 1893年（明治26年）5月26日  |       |
| 2  | 2  | 井田実     | 1893年（明治26年）7月24日  | 1897年（明治30年）7月23日  |       |
| 3  | 3  | 山本金次郎 | 1897年（明治30年）10月30日 | 1901年（明治34年）10月29日 |       |
| 4  | 4  | 井田栄     | 1901年（明治34年）11月1日  | 1905年（明治38年）10月31日 |       |
| 5  | 4  | 井田栄     | 1905年（明治38年）11月14日 | 1909年（明治42年）11月13日 |       |
| 6  | 4  | 井田栄     | 1909年（明治42年）11月7日  | 1913年（大正2年）12月6日   |       |
| 7  | 5  | 猪子平次郎 | 1913年（大正2年）12月26日  | 1917年（大正6年）8月8日    |       |
| 8  | 6  | 青木喜之助 | 1917年（大正6年）9月27日   | 1921年（大正10年）9月26日  |       |
| 9  |    | 猪子平次郎 | 1921年（大正10年）11月3日  | 1924年（大正13年）11月14日 |       |
| 10 | 7  | 酒元幸作   | 1924年（大正13年）12月13日 | 1928年（昭和3年）12月12日  |       |
| 11 | 7  | 酒元幸作   | 1928年（昭和3年）12月13日  | 1932年（昭和7年）12月12日  |       |
| 12 | 7  | 酒元幸作   | 1932年（昭和7年）12月17日  | 1936年（昭和11年）12月16日 |       |
| 13 | 7  | 酒元幸作   | 1937年（昭和12年）1月6日   | 1938年（昭和13年）2月28日  |       |
| 14 | 8  | 上野久次   | 1938年（昭和13年）5月27日  | 1940年（昭和15年）7月17日  |       |
| 15 | 9  | 山田與平   | 1940年（昭和15年）10月21日 | 1944年（昭和19年）10月20日 |       |
| 16 | 9  | 山田與平   | 1944年（昭和19年）10月24日 | 1946年（昭和21年）11月11日 |       |
| 17 | 10 | 青木堯     | 1947年（昭和22年）3月15日  | 1947年（昭和22年）4月15日  |       |
| 18 | 10 | 青木堯     | 1947年（昭和22年）4月16日  | 1951年（昭和26年）4月15日  | [ 1 ] |
| 19 | 11 | 酒井綱     | 1951年（昭和26年）4月23日  | 1955年（昭和30年）3月24日  |       |